# Демофонт (син Тесея)

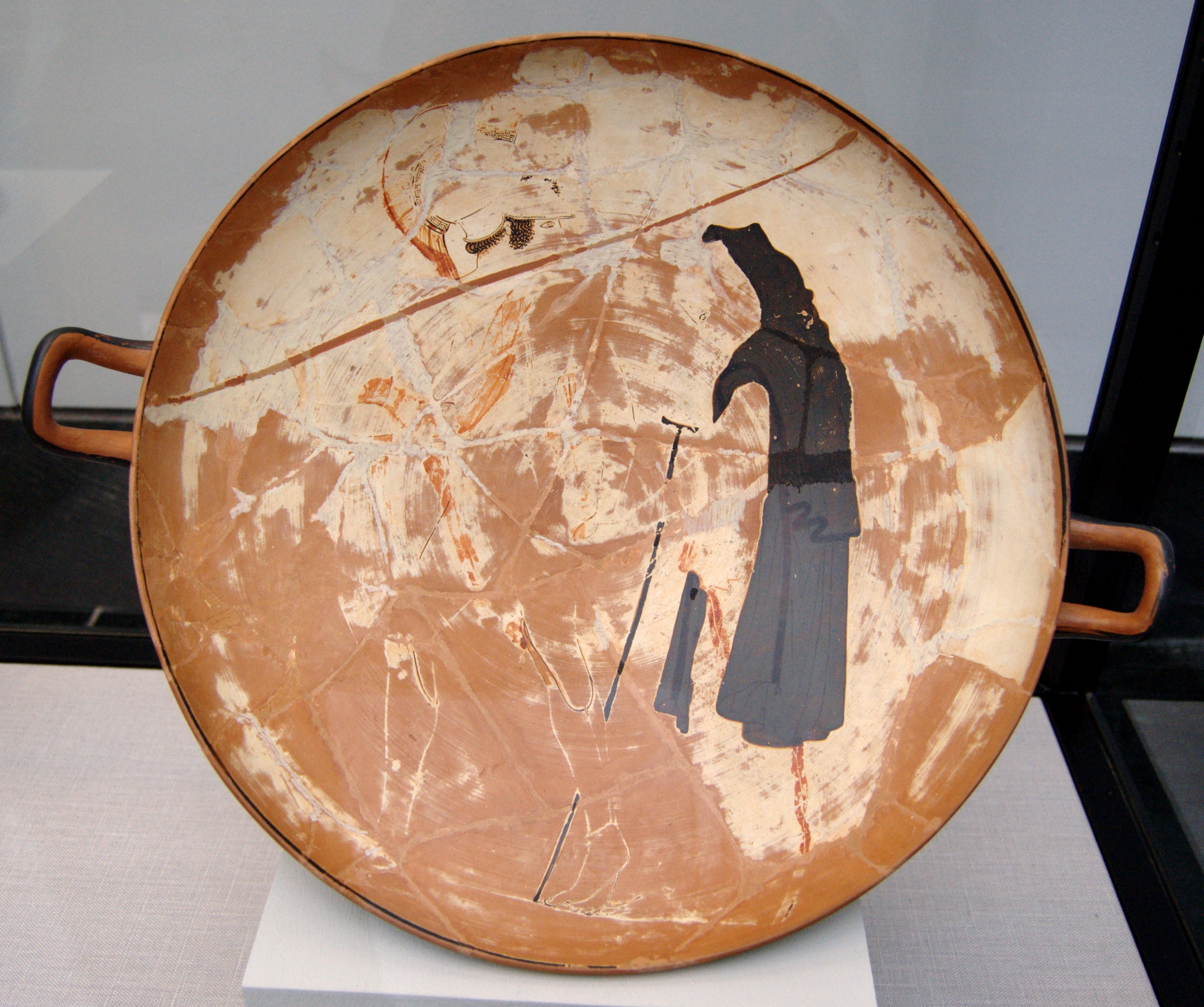
Демофонт звільняє Ефру

Демофонт (грец. Δημοφών) — син Тесея та Федри, один з міфічних афінських володарів.
За переказами, боровся поруч із братом Акамантом під Троєю, визволив свою бабусю Етру, що нібито була рабинею в Єлени, викрав Палладій і привіз його до Афін. Прихистив Ореста, що прибув до Аттики після вбивства матері, та Гераклідів, яких переслідував Еврістей. Аттичні перекази приписують Демофонту заведення деяких релігійних обрядів і судів при храмі Афіни Паллади, де розглядали справи про мимовільні вбивства.
Демофонт був нареченим Філліди, але у зв'язку із його неповерненням вчасно наречена померла. За іншою версією Філліда повісилась та перетворилась на мигдалеве дерево, яке зацвіло, коли Демофонт його обійняв.